# Alphons Bodenmüller

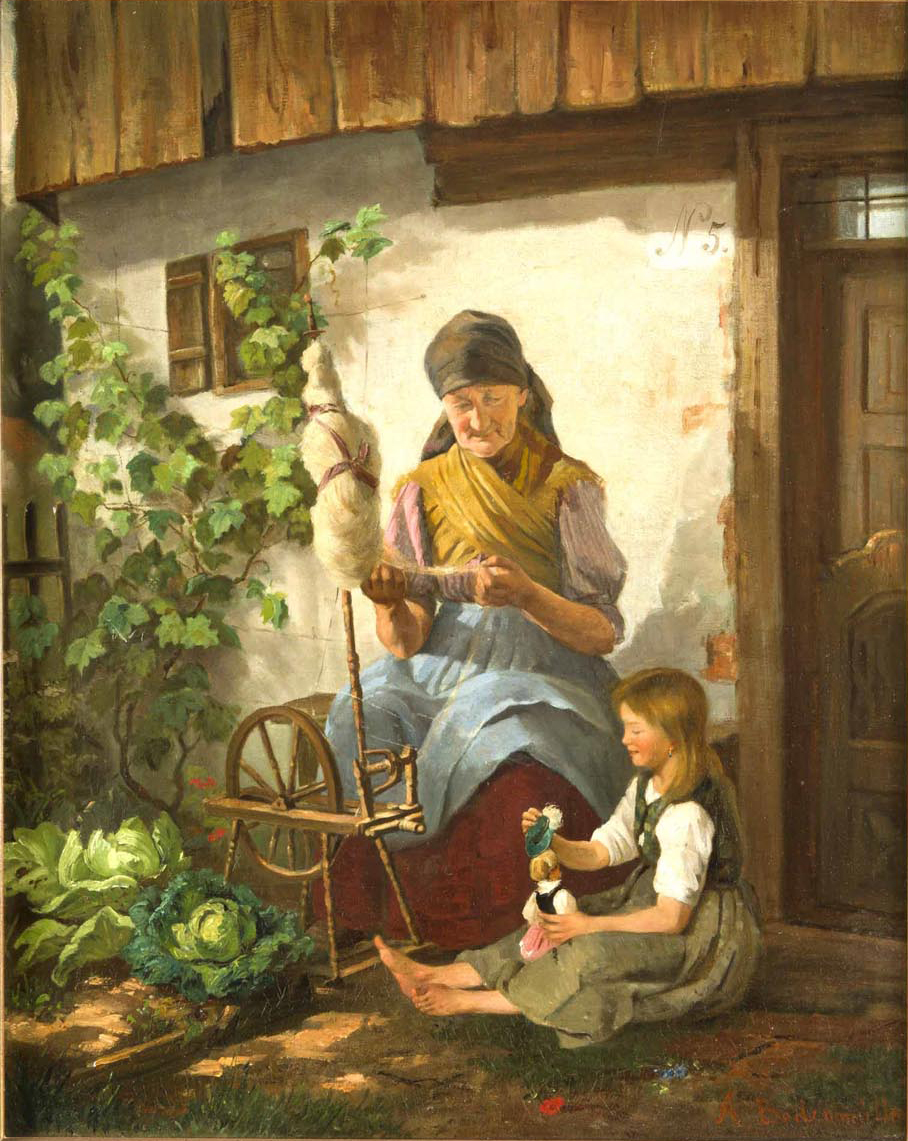
Großmutter am Spinnrad

Alphons Bodenmüller (* 5. August 1847 in München; † 18. Juni 1886 ebenda) war ein deutscher Genre- und Historienmaler.
Bodenmüller studierte ab 1864 an der Akademie der bildenden Künste  München bei Arthur von Ramberg, später bei Wilhelm von Lindenschmit dem Jüngeren. Seit 1874 nahm er regelmäßig an den Kunstausstellungen in München und anderen deutschen Städten teil. 1877 erhielt er für sein Gemälde Der erste Schäfflertanz zu München im Pestjahr 1517 den 1. Akademiepreis. Das Motiv wurde – in einen Holzschnitt übersetzt – 1879 in der Gartenlaube abgedruckt. Er war der Bruder des Malers Friedrich Bodenmüller.
Die letzten beiden Lebensjahre verbrachte er in einer Psychiatrischen Klinik. Bodenmüller starb im Alter von 39 Jahren.